# Bussen van Shanghai

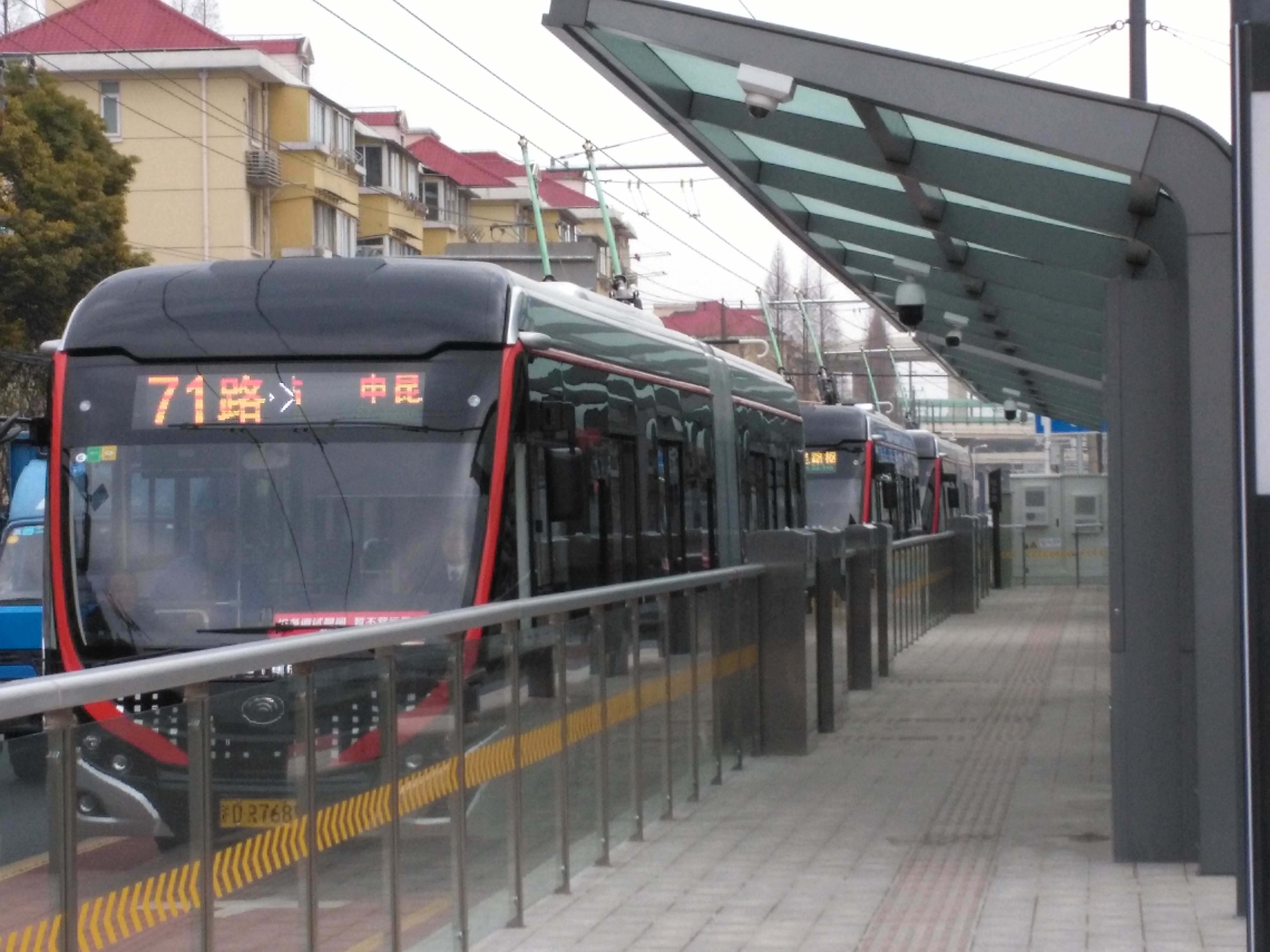
Lijn 71, een vorm van hoogwaardig openbaar vervoer.

De bussen van Shanghai vormen een netwerk van meer dan duizend lijnen in de Chinese metropool Shanghai.
De bussen maken steeds vaker gebruik van groene energie. In mei 2015 waren er meer dan 1700 bussen die gebruik maakten van duurzame energie, meer dan 20% van het totaal. Een klein aantal van de bussen zijn trolleybussen.
De bus is een belangrijk onderdeel van het openbaar vervoersnetwerk in Shanghai, dat verder bestaat uit de metro, trams, een Maglev en het begin van een regionaal treinnetwerk.